# Estación de Sentier
Sentier (en español: Senda) es una estación de la línea 3 del metro de París situada en el II Distrito de la ciudad. 

## Historia
La estación se inauguró el 20 de octubre de 1904 como parte del tramo inicial de la línea 3. 
Debe su nombre a la calle du Sentier y al barrio de mismo nombre. 

## Descripción
Se compone de dos andenes laterales de 75 metros de longitud y de dos vías. 
Su diseño sigue un estilo llamado carrossage utilizado en los años 50 y 60 que pretendía romper con los esquemas clásicos. Para ello se optó por cubrir omnipresentes azulejos blancos revistiendo las estaciones usando paneles y molduras que abarcaban todo el ancho de la pared. Enmarcados, los anuncios publicitarios o la señalización lograban destacar mucho más. Aunque este tipo de diseño fue muy apreciado en su momento, se acabó descartando porque su mantenimiento era costoso y complejo ya que cualquier actuación exigía retirar el revestimiento. Si bien muchas estaciones que lo lucían han regresado a diseños más clásicos no es el caso de Sentier que sigue conservando gran parte de sus molduras horizontales de color blanco mientras que las verticales, usadas en los paneles publicitarios son doradas.
La iluminación corre a cargo del anticuado modelo néons, donde unos sencillos tubos fluorescente se descuelgan de la bóveda para iluminar los andenes.
La señalización por su parte usa la moderna tipografía Parisine aunque fiel al estilo carrossage sigue usando como soporte unos paneles en relieve donde el texto aparece en letras blancas sobre un fondo azul. Por último, los asientos de la estación son amarillos, individualizados y de tipo Motte.

## Accesos
La estación dispone de dos accesos.
- Acceso 1: en el nº 97 de la calle Réaumur, está dentro de un edificio.
- Acceso 2: calle des Petits Carreaux cruce con la calle Réaumur.